# Kanton Königswinter
Der Kanton Königswinter (franz.: Canton de Königswinter) war eine von sechs Verwaltungseinheiten, in die sich das Arrondissement Mülheim im Département des Rheins gliederte. Der Kanton bestand von 1808 bis 1816 und war Teil des Großherzogtums Berg (1808–1813) unter französischer Verwaltung und des Generalgouvernements Berg (1813–1815) unter preußischer Verwaltung.

## Geschichte
Bis zum Beginn des 19. Jahrhunderts gehörte der Verwaltungsbezirk des Kantons Königswinter landesherrlich zum Kurfürstentum Köln und zum Herzogtum Berg. 1806 ging das Gebiet im Zusammenhang mit der Bildung des Rheinbundes im Großherzogtum Berg auf. Am 14. November 1808 ordnete Napoleon Bonaparte, damaliger Großherzog von Berg, eine territoriale Neuordnung an, mit der es zur Bildung von Départements, Arrondissements und Kantonen kam. Nach dem 18. Dezember 1808 folgte mit der „Provinzial- und Gemeinde-Verwaltungsordnung für das Großherzogtum Berg“ die Bildung von Mairies (Bürgermeistereien). Am 16. Juni 1810 wurden Kantons-Versammlungen eingerichtet, in die die Munizipalräte der Mairies Vertreter entsendeten.
Nach dem Übergang des Großherzogtums in das Generalgouvernement Berg im November 1813 wurden die Départements und Arrondissements aufgelöst, die Kantone blieben bestehen. Der Kanton Königswinter wurde vorübergehend dem neugebildeten Kreis Mülheim am Rhein zugeordnet. Sein Verwaltungsgebiet kam 1815 mit den Beschlüssen des Wiener Kongresses zum Königreich Preußen und wurde 1816 Bestandteil des Kreises Siegburg (ab 1825 „Siegkreis“) und des Kreises Bonn.

## Verwaltungsgliederung
Der Kanton Königswinter gliederte sich in vier Mairies: die Mairie Königswinter, die Mairie Menden, die Mairie Oberkassel und die Mairie Vilich. Diese traten an die Stelle von 28 vormals eigenständigen Gemeinden (vor 1807 Honschaften oder Kirchspiele), die anschließend als Ortsbezirke oder unselbständige Gemeinden weiterbestanden. Im Jahr 1808 lebten im Kanton insgesamt 12.278 Einwohner. In geographischer Hinsicht erstreckte sich das Verwaltungsgebiet des Kantons von der Siegmündung im Norden bis zum Grenzbach Honnefer Graben im Süden.
Der Kanton grenzte im Norden an den Kanton Siegburg, im Osten an den Kanton Hennef, im Süden an das Amt Linz im Herzogtum Nassau und im Westen an die Kantone Bonn externe und Bonn interne.